# Алекрин (Риу-Гранди-ду-Сул)
Алекрин (порт. Alecrim) — муниципалитет в Бразилии, входит в штат Риу-Гранди-ду-Сул. Составная часть мезорегиона Северо-запад штата Риу-Гранди-ду-Сул. Входит в экономико-статистический микрорегион Санта-Роза. Население составляет 7357 человек на 2007 год. Занимает площадь 314,745 км². Плотность населения — 23,1 чел./км².

## История
Город основан 9 октября 1963 года.

## Статистика
- Валовой внутренний продукт на 2003 составляет 51.051.287,00 реалов (данные: Бразильский институт географии и статистики).
- Валовой внутренний продукт на душу населения на 2003 составляет 6.516,63 реалов (данные: Бразильский институт географии и статистики).
- Индекс развития человеческого потенциала на 2000 составляет 0,743 (данные: Программа развития ООН).

## География
Климат местности: субтропический гумидный.